# Trishuli
Die Trishuli (Nepali त्रिशूली IAST triśūlī; chinesisch 特耳蘇里河, Pinyin Tè'ěrsūlǐ Hé) ist der linke Quellfluss des Gandak (Narayani) in Zentral- und Süd-Nepal. Der Fluss hat eine Länge von 163 km. Von der Quelle des Kyirong Tsangpo in Tibet aus gerechnet beträgt die Gesamtlänge 309 km.

## Flusslauf
Der Fluss trägt unterhalb der Einmündung des Langtang Khola auf einer Höhe von etwa 1430 m von links die Bezeichnung „Trishuli“. Der Oberlauf der Trishuli in Tibet (Volksrepublik China), der Kyirong Tsangpo, entspringt im Hochland von Tibet nördlich von Dzongkar und durchfließt den Kreis Kyirong in südlicher Richtung. Auf einem etwa 5 km langen Grenzabschnitt zwischen Tibet und Nepal trägt der Fluss die Bezeichnung „Kerun Khola“. Der 14 km lange Flussabschnitt von der tibetischen Grenze bis zur Einmündung des Langtang Khola heißt der Fluss „Bhote Koshi“.
Die Trishuli durchschneidet den Himalaya-Hauptkamm. Das Durchbruchstal verläuft zwischen den Gebirgsmassiven Langtang Himal im Osten und Ganesh Himal im Westen. Die Trishuli fließt entlang der westlichen Grenze des Langtang-Nationalparks. Bei Bidur wendet sie sich allmählich nach Westen. Sie nimmt die größeren Nebenflüsse Budhigandaki, Marsyangdi und Seti Gandaki von rechts auf. Nördlich von Bharatpur vereinigt sie sich schließlich mit dem von Westen heranströmenden Fluss Kali Gandaki zum Narayani (in Indien als Gandak bezeichnet), ein wichtiger linker Nebenfluss des Ganges.

## Allgemeines
Die Trishuli ist eines der beliebtesten Raftinggewässer Nepals.
Nach Meinung der Anwohner sei die Wasserqualität des Trishuli bis zu Beginn des Jahrtausends so gut gewesen, dass man Wasser direkt aus dem Fluss trinken konnte. Durch die wirtschaftliche Entwicklung Nepals habe sich die Wasserqualität aber erheblich verschlechtert.

## Wasserkraftwerke
- Karte mit allen Koordinaten:
- OSM |
- WikiMap

- Laufwasserkraftwerk oberhalb von Trisuli (24 MW, 7 Einheiten, 1967–1970 errichtet) (⊙)
- Nepal Upper Trishuli-1 mit 216 MW nahe Dhunche (in Planung)
- Galchh mit 75 MW nahe Dhodbesi (in Planung)